# Christophe Fricker

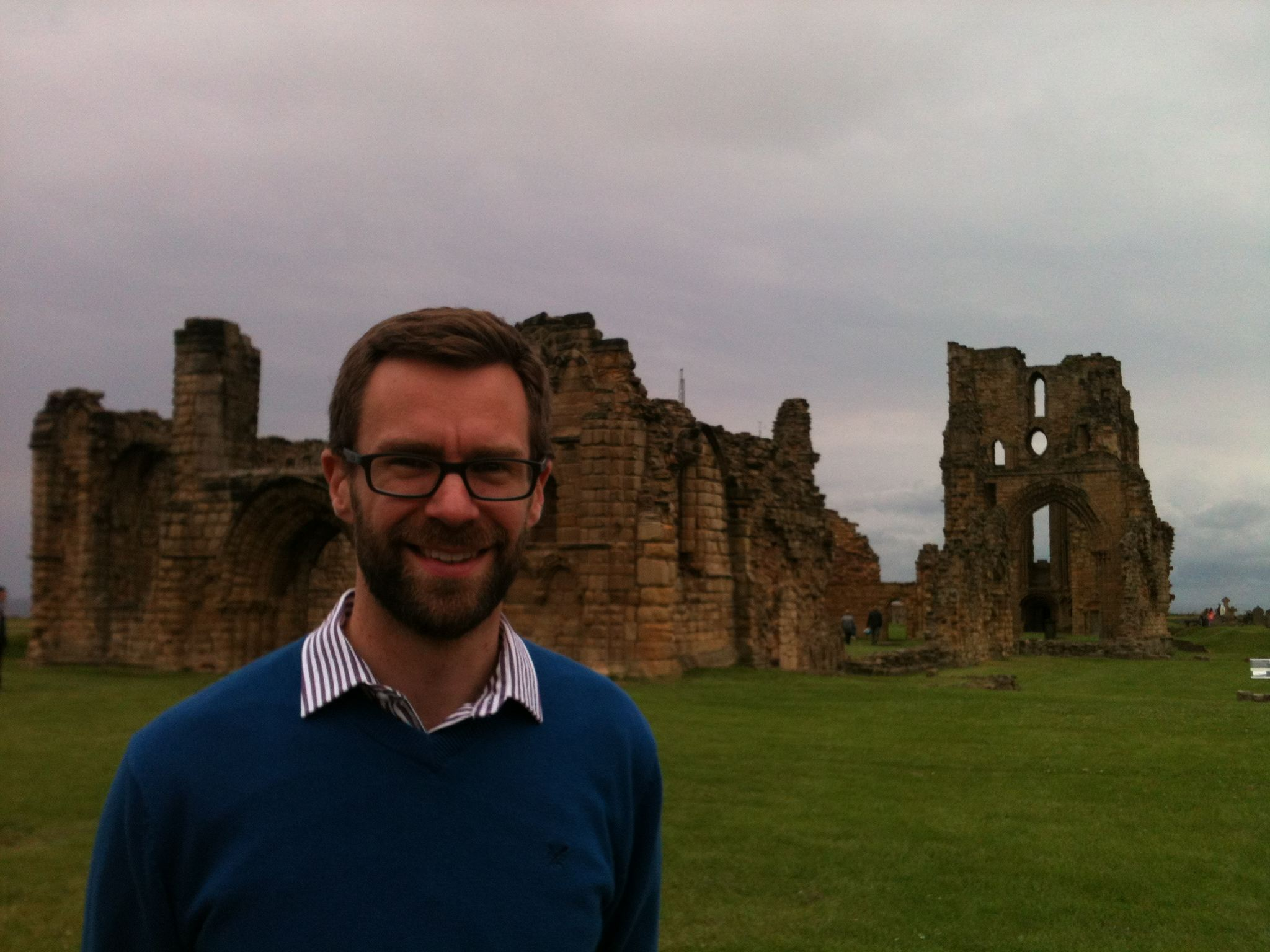
Christophe Fricker vor den Ruinen der Abtei in Tynemouth

Christophe Etienne André Fricker (* 1978 in Wiesbaden) ist ein deutscher Literaturwissenschaftler, Schriftsteller, Herausgeber und Übersetzer.

## Leben
Nach seinem Studium der Politikwissenschaft, Germanistik und Musikwissenschaft in Singapur, Freiburg im Breisgau und Halifax hat er am St John’s College in Oxford über Stefan George promoviert. Er war bis zum Sommer 2010 Geschäftsführender Direktor des deutschen Sprachprogramms der Duke University. Im Herbst 2011 war er Craig-Kade Writer-in-Residence am Department of Germanic, Russian, and East European Languages and Literatures in Rutgers sowie 2012 Fellow am Hanse-Wissenschaftskolleg in Delmenhorst. 2012 bis 2014 führte er an der University of Bristol ein Marie-Curie-Forschungsprojekt zu Ernst Jünger durch. Fricker ist Dozent für Übersetzung in Bristol und leitet dort den Online-Masterstudiengang Übersetzung.
2009 edierte er den Briefwechsel zwischen den George-Kreis-Angehörigen Friedrich Gundolf und Friedrich Wolters.

## Auszeichnungen
- Förderpreis des Jungen Literaturforums Hessen-Thüringen (1995)
- Izaak Walton Killam Pre-doctoral Scholar der Dalhousie University (2002–2003)
- Translator-in-residence der Jungen Oper Rhein-Main (2004–2005)
- Essaypreis des Merkur (2007)
- Hermann-Hesse-Preis (Förderpreis, 2009)[2]
- Zuger Anerkennungspreis (2025)

## Schriften und Herausgeberschaften (Auswahl)
- Das schöne Auge des Betrachters. Verlagshaus J. Frank, Berlin 2008, ISBN 978-3-940249-24-1.
- Larkin Terminal. Plöttner, Leipzig 2009, ISBN 978-3-938442-63-0.
- Friedrich Gundolf – Friedrich Wolters: Ein Briefwechsel aus dem Kreis um Stefan George. Herausgegeben und eingeleitet von Christophe Fricker. Böhlau, Köln u. a. 2009, ISBN 978-3-412202-99-6.
- Stefan George. Gedichte für Dich. Matthes & Seitz, Berlin 2011, ISBN 978-3-88221-699-8.
- Meet your party: Gedichte. Edition AZUR, Dresden 2014, ISBN 978-3-942375-17-7.
- Ernst Jünger – André Müller: Gespräche über Schmerz, Tod und Verzweiflung. Böhlau, Köln u. a. 2015, ISBN 978-3-412-22486-8.
- 111 Gründe, England zu lieben. Eine Liebeserklärung an das schönste Land der Welt. Schwarzkopf & Schwarzkopf, Berlin 2018, ISBN 978-3-86265-714-8.

## Übersetzungen
- Lutz, Garielle: Ich wirkte lebendig: Stories. Weissbooks, Berlin 2025, ISBN 3-86337-224-7.
- Said, S. F.: Tyger. Karibu, München 2024, ISBN 3-96129-411-9.
- Lewis, Caryl: Noah und die Traumdrachen. Edel Kids Books, München 2023, ISBN 3-96129-316-3.
- Dickey, James: Wenn es dunkel ist: ausgewählte Gedichte. Weissbooks, Berlin 2023, ISBN 3-86337-204-2.
- Heapy, Teresa: Die magische Mondreise. Edel Kids Books, München 2022, ISBN 3-96129-278-7.
- Lutz, Garielle: Geschichten der übelsten Sorte. Weissbooks, Berlin 2022, ISBN 3-86337-194-1.
- Luyken, Corinna: Mein Herz. Weissbooks, Berlin 2021, ISBN 3-86337-185-2.
- Tsvetkov, Yanko: Atlas der Vorurteile: die Welt in Stereotypen - alle Karten in einem Band. Goldmann, München 2018, ISBN 3-442-17712-X.
- Aldersey-Williams, Hugh: Flut: das wilde Leben der Gezeiten. Carl Hanser Verlag, München 2017, ISBN 3-446-25497-8.
- Aldersey-Williams, Hugh: Anatomien: Kulturgeschichten vom menschlichen Körper. Hanser, München 2013, ISBN 3-446-43671-5.
- Helfer, Martha B.: Das unerhörte Wort: Antisemitismus in Literatur und Kultur. Wallstein-Verl., Göttingen 2013, ISBN 978-3-8353-1295-1.
- Living together: drei amerikanische Dichter. Castrum-Peregrini-Presse, Amsterdam 2006.